# Margaret Fuller
Sarah Margaret Fuller Ossoli, poznatija kao Margaret Fuller (Cambridgeport, Massachusetts, 23. svibnja 1810. – na moru, 19. srpnja 1850.) bila je američka novinarka, kritičarka i zagovornica ženskih prava, povezana s američkim filozofskim i književnim pokretom transcendentalizma.

## Životopis
Obrazovanje je stekla kod kuće, potom je radila kao učiteljica u Bostonu. Družila se s Ralphom Waldom Emersonom, objavljivala kritičke eseje i kao pristaša transcendentalista postala urednicom njihova časopisa The Dial.
Godine 1844. kritičarka je u New York Tribuneu, a 1846. godine postaje i prva američka dopisnica iz inozemstva. U Italiji se udala za markiza Angela Ossolija, Mazzinijeva sljedbenika, pa je 1848. godine sudjelovala u revoluciji.
Na povratku u SAD cijela obitelj je stradala u brodolomu.

## Djela
Njena knjiga Žena u devetnaestom stoljeću (Woman in the Nineteenth Century, 1845.) smatra se prvom značajnijom feminističkom knjigom u Sjedinjenim Američkim Državama.
Ostala značajnija djela su: Ljeto na jezerima (Summer on the Lakes, 1843.), Spisi o književnosti i umjetnosti (Papers on Literature and Art, 1846.) te posmrtno objavljeno Kod kuće i vani (At Home and Abroad, 1856.). Djela joj nisu prevedena na hrvatski jezik.

## Vanjske poveznice
Ostali projekti
|  | Zajednički poslužitelj ima još gradiva o temi Margaret Fuller |

Mrežna mjesta
- Margaret Fuller, životopis u Encyclopædia Britannica (engl.)
- Sarah Margaret Fuller (1810-1850)  Arhivirana inačica izvorne stranice od 4. studenoga 2016. (Wayback Machine), National Women's History Museum (engl.)
- Margaret Fuller Society (engl.)